# Risto Pietiläinen
Risto Pietiläinen (ur. 25 czerwca 1963) – fiński pilot rajdowy, współpasażer rajdowca Harriego Rovanpery z zespołu Mitsubishi. Jego debiut w Rajdowych Mistrzostwach Świata miał miejsce w 1993 roku.